# Diplazium pseudosylvaticum
Diplazium pseudosylvaticum är en majbräkenväxtart som beskrevs av Gopinath Panigrahi.
Diplazium pseudosylvaticum ingår i släktet Diplazium och familjen Athyriaceae. Inga underarter finns listade i Catalogue of Life.